# AK-100舰炮

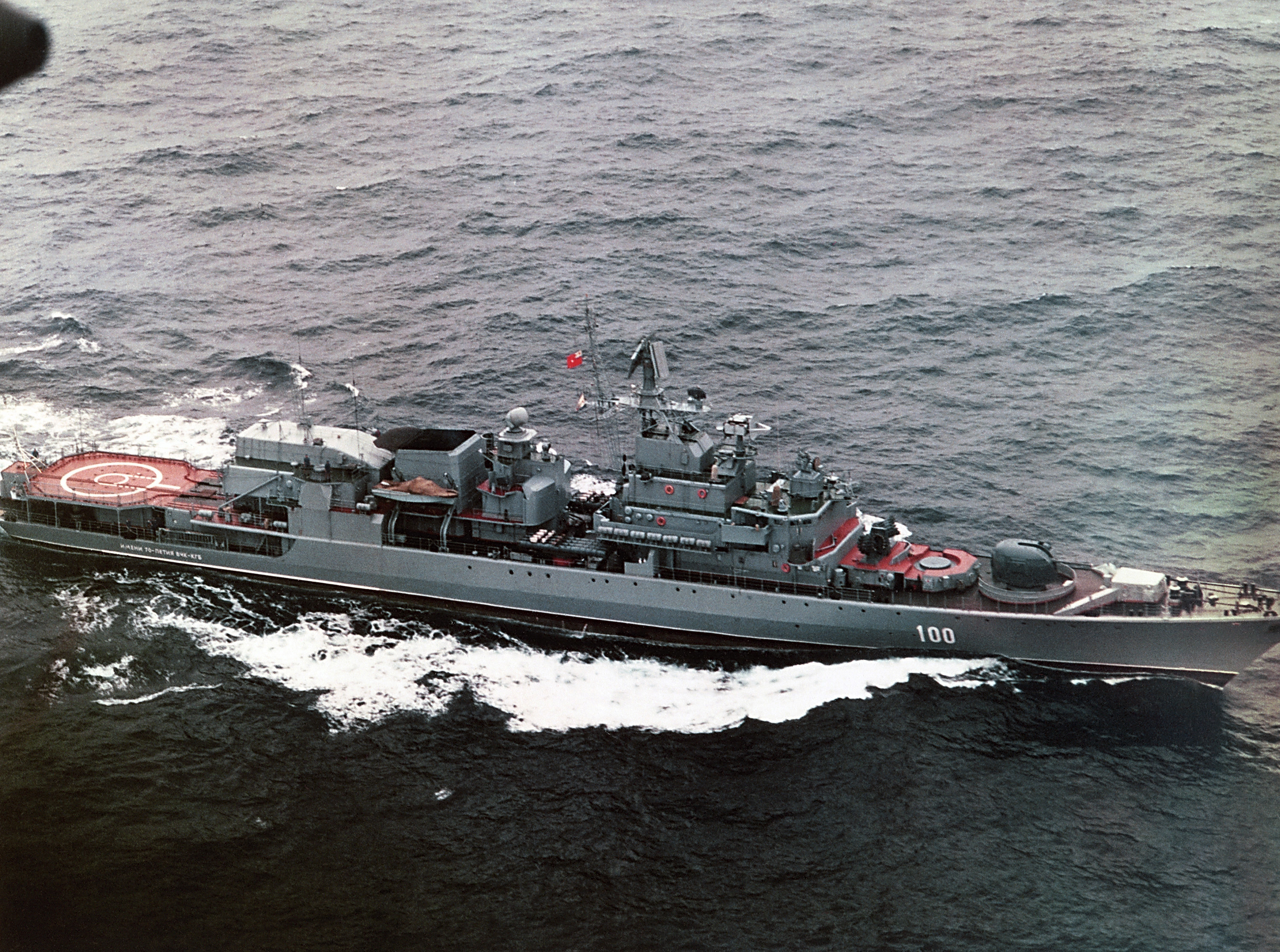
1988年苏联边防军 克里瓦克-3级护卫舰“边防军70周年号” 。

AK-100舰炮是苏联100毫米高平兩用舰炮。单管射速60发/分钟，弹重26.8 kg。

## 历史
二战时期苏联使用B-34型单管100毫米56倍径舰炮。该炮最大射程20千米，射速8～12发/分。战后研制生产了SM-4-1型双联装100/56毫米舰炮。20世纪70年代初开始研制第三代AK-100型单管100毫米舰炮。该炮于1976年开始在「克里瓦克」III级护卫舰上装备使用。
装弹系统采用垂直裝填方式，炮弹直立放置在炮塔下方的方形储弹架上，发射时由炮座下的液压发弹机将炮弹推至炮膛内。具有全自动、半自动和人工手动三种工作方式。 

## 规格[1]
- 重量：35.5 吨
- 炮塔高4.4米，宽5.4米，甲板以下部分高5米
- 70倍径
- 初速880米/秒
- 最大射程21.5千米
- 有效射程15千米
- 射高8000米
- 仰角：-10 / +85 度
- 仰角转速：30 度/秒
- 方向角：360度
- 方向角转速：35度/秒
- 后座：51 cm
- 射速：60发/分钟
- 备弹：350发

## A190
A-190,是AK-100的轻量改版。1997年入役。
規格如下：
- 重：15 吨
- 仰角：-10 / +85 度
- 方向角：± 170 度
- 射速：80发/分钟
- 备弹：炮塔内80发